# Іртишський каскад ГЕС
Іртишський каскад ГЕС — каскад ГЕС, на річці Іртиш, у Казахстані і Росії, із запланованих 16 ГЕС, на 2013, побудовано лише три — Бухтармінська, Усть-Каменогорська та Шульбінська. На 2013, також, проте вельми кволо, будується знов запроектована Булацька ГЕС.  
Весь перелік запланованих ГЕС з витоку до гирла:
На території Казахстану
1. Бухтарминська ГЕС
- Средньобагаторічне вироблення електроенергії ГЕС (млрд кВтгод/рік) —2.50
- Регулювання стоку — багаторічне
- Розрахований напір — 67.0 м

2. Усть-Каменогорська ГЕС
- Средньобагаторічне вироблення електроенергії ГЕС (млрд кВтгод/рік) —1.58
- Регулювання стоку — добове
- Розрахований напір — 41.8 м

3. Донська ГЕС
- Средньобагаторічне вироблення електроенергії ГЕС (млрд кВтгод/рік) —0.60
- Регулювання стоку — добове
- Розрахований напір — 20 м

4. Шульбінська ГЕС
 (проектні данні)
- Средньобагаторічне вироблення електроенергії ГЕС (млрд кВтгод/рік) —3.03
- Регулювання стоку — багаторічне
- Розрахований напір — 49.0 м

5. Семипалатинська ГЕС
- Средньобагаторічне вироблення електроенергії ГЕС (млрд кВтгод/рік) —1.18
- Регулювання стоку — добове
- Розрахований напір — 20.5 м

6. Білокаменська ГЕС
- Средньобагаторічне вироблення електроенергії ГЕС (млрд кВтгод/рік) —1.69
- Регулювання стоку — добове
- Розрахований напір — 28 м

7. Ізвесткова ГЕС
- Средньобагаторічне вироблення електроенергії ГЕС (млрд кВтгод/рік) —0.74
- Регулювання стоку — добове
- Розрахований напір — 12 м

8. Акжарська ГЕС
- Средньобагаторічне вироблення електроенергії ГЕС (млрд кВтгод/рік) —0.61
- Регулювання стоку — добове
- Розрахований напір — 11 м

9. Подпускова ГЕС
- Средньобагаторічне вироблення електроенергії ГЕС (млрд кВтгод/рік) —0.69
- Регулювання стоку — добове
- Розрахований напір — 12 м

10. Ямишевська ГЕС
- Средньобагаторічне вироблення електроенергії ГЕС (млрд кВтгод/рік) —0.90
- Регулювання стоку — добове
- Розрахований напір — 15 м

11. Павлодарська ГЕС
- Средньобагаторічне вироблення електроенергії ГЕС (млрд кВтгод/рік) —0.50
- Регулювання стоку — добове
- Розрахований напір — 11 м

12. Бобровська ГЕС
- Средньобагаторічне вироблення електроенергії ГЕС (млрд кВтгод/рік) —0.84
- Регулювання стоку — добове
- Розрахований напір — 16 м

Росія
13. Омська ГЕС
- Средньобагаторічне вироблення електроенергії ГЕС (млрд кВтгод/рік) —0.86
- Розрахований напір — 17.4 м

14. Тарська ГЕС
- Средньобагаторічне вироблення електроенергії ГЕС (млрд кВтгод/рік) —0.9
- Розрахований напір — 15 м

15. Ішимська ГЕС
- Средньобагаторічне вироблення електроенергії ГЕС (млрд кВтгод/рік) —0.71
- Регулювання стоку — добове
- Розрахований напір — 10 м

16. Тобольська ГЕС
- Средньобагаторічне вироблення електроенергії ГЕС (млрд кВтгод/рік) —1.22
- Регулювання стоку — добове
- Розрахований напір — 11 м

Додатково на річці Об
17. Нижньо-Обська ГЕС
- Средньобагаторічне вироблення електроенергії ГЕС (млрд кВтгод/рік) —10-12
- Розрахований напір — 10 м